# Ochrotrichia spinosissima
Ochrotrichia spinosissima är en nattsländeart som beskrevs av Oliver S. Flint Jr. 1964. Ochrotrichia spinosissima ingår i släktet Ochrotrichia och familjen smånattsländor. Inga underarter finns listade i Catalogue of Life.